# Great Salkeld
Great Salkeld est un village et une paroisse civile de Cumbria, situé dans le nord-ouest de l'Angleterre. 

## Personnalités
- George Benson (1699-1762), théologien et ministre presbytérien anglais, est né à Great Salkeld.